# 23 marzo
Il 23 marzo è l'82º giorno del calendario gregoriano (l'83º negli anni bisestili). Mancano 283 giorni alla fine dell'anno.

## Eventi
- 752 – Viene proclamato papa Stefano (II), che però subito si ammala e muore dopo quattro giorni, prima d'esser consacrato vescovo e incoronato, ragione per cui non è computato nell'elenco dei papi
- 1648 – Francia e Paesi Bassi si accordano sulla divisione dell'Isola di Saint Martin
- 1657 - Viene firmato il Trattato di Parigi tra Francia e Inghilterra per combattere insieme contro la Spagna
- 1743 – Papa Benedetto XIV pubblica la lettera Quemadmodum Preces, sull'obbligo di recitare pubblicamente solo preghiere approvate dalla Santa Chiesa e sull'obbligo di pregare per i príncipi
- 1775 – Patrick Henry, protagonista della Rivoluzione americana, pronuncia il celebre discorso Datemi la libertà o la morte a Williamsburg (Virginia)
- 1839 – Il primo uso di cui si ha notizia della locuzione "OK" (oll korrect) viene fatto sul giornale Boston Morning Post
- 1848 – Il Regno di Sardegna dichiara guerra all'Impero austriaco: è l'inizio della prima guerra d'indipendenza del Risorgimento
- 1849
  - A Brescia inizia la rivolta antiaustriaca
  - Novara: l'esercito sardo di Carlo Alberto viene sconfitto dagli austriaci, nella cosiddetta battaglia della Bicocca
- 1857 – Installazione da parte di Elisha Otis del primo ascensore della storia all'indirizzo 488, Broadway, New York
- 1868 – Viene fondata a Oakland l'Università della California
- 1885 – Guerra franco-cinese: i cinesi sconfiggono i francesi nella battaglia di Phu Lam Tao
- 1919 – Benito Mussolini fonda a Milano, in Piazza San Sepolcro, i Fasci italiani di combattimento
- 1921 – Alle 22:40 esplode una bomba al Teatro Kursaal Diana di Milano, causando 21 morti e 80 feriti
- 1933 – Viene istituito con il decreto regio n. 264 l'INFAIL
- 1935 – Firma della costituzione del Commonwealth delle Filippine
- 1937 – Guerra civile spagnola: si conclude la battaglia di Guadalajara con la vittoria dei repubblicani
- 1942 – Seconda guerra mondiale: nell'Oceano Indiano le forze dell'Impero giapponese conquistano le Isole Andamane
- 1943 – Seconda guerra mondiale, Terza battaglia di Char'kov: le truppe naziste, sconfiggendo le truppe sovietiche, riconquistano la città di Char'kov
- 1944
  - Seconda guerra mondiale: evasione di massa dal campo di concentramento Stalag Luft III: 75 prigionieri su 200 riescono a fuggire, ma dopo tre giorni di caccia all'uomo solo tre degli evasi mancano all'appello; 50 verranno uccisi nella caccia o giustiziati per rappresaglia
  - Seconda guerra mondiale: intorno alle tre del pomeriggio esplode una bomba in Via Rasella a Roma, uccidendo 33 soldati tedeschi reclutati nei territori limitrofi a Bolzano, facenti parte dei Polizei Regiment "Bozen" e in transito per quella via; per rappresaglia il giorno dopo (vedi 24 marzo) le truppe tedesche compiranno l'Eccidio delle Fosse Ardeatine
- 1945 – Il generale George S. Patton oltrepassa il Reno a Oppenheim, sbaragliando le difese tedesche
- 1950 – Sanguinaria rivoluzione proletaria a San Severo repressa nel sangue con diverse vittime
- 1956 – Il Pakistan proclama la repubblica, diventando la prima repubblica islamica; resta però all'interno del Commonwealth
- 1965 – La NASA lancia Gemini 3, il primo velivolo spaziale USA in grado di trasportare due persone: l'equipaggio è formato da Gus Grissom e John W. Young
- 1983 – USA: Il presidente Ronald Reagan propone lo studio di un sistema di difesa atto a intercettare missili nemici, rinominato dalla stampa Star Wars (o "Guerre stellari")
- 1987 - Viene trasmessa negli USA la prima puntata della soap-opera Beautiful
- 1989 – Stanley Pons e Martin Fleischmann annunciano il raggiungimento della fusione fredda all'Università dello Utah
- 1994 – A Tijuana, Messico il candidato alle elezioni presidenziali Luis Donaldo Colosio viene assassinato da Mario Aburto Martínez che, arrestato il medesimo giorno, confessa il crimine
- 1999 – Uccisione del vicepresidente del Paraguay Luis María Argaña
- 2001 – La stazione spaziale Mir viene fatta precipitare sulla Terra
- 2003
  - In Slovenia si svolge il referendum per l'adesione all'Unione europea e alla NATO: quasi il 90% dei votanti vota a favore dell'UE e circa il 66% a favore della NATO
  - Guerra in Iraq: le truppe statunitensi incontrano forte resistenza a Nassiriya
- 2019 – Le milizie curde conquistano in Siria l'ultima roccaforte dell'ISIS, determinando la sconfitta dello Stato Islamico

## Nati
Ci sono circa 1 310 voci su persone nate il 23 marzo; vedi la pagina Nati il 23 marzo per un elenco descrittivo o la categoria Nati il 23 marzo per un indice alfabetico.

## Morti
Ci sono circa 550 voci su persone morte il 23 marzo; vedi la pagina Morti il 23 marzo per un elenco descrittivo o la categoria Morti il 23 marzo per un indice alfabetico.

## Feste e ricorrenze

### Civili
Internazionali:
- ONU – Giornata mondiale della meteorologia

### Religiose
Cristianesimo:
- San Benedetto monaco in Campania, martire
- Santi Domezio, Pelagia, Aquila, Eparchio e Teodosia, martiri
- San Fingar (Guigner), martire in Cornovaglia
- San Giuseppe Oriol, sacerdote
- Sant'Ottone Frangipane, eremita
- Santa Rebecca Ar-Rayès (Rafqa Pietra Choboq), vergine
- San Turibio de Mogrovejo, vescovo
- San Vittoriano, martire
- Santi Vittoriano, Frumenzio e compagni, martiri a Cartagine
- San Walter di San Martino di Pontoise, abate
- Beato Álvaro del Portillo,  prelato dell'Opus Dei
- Beata Annunciata Cocchetti, vergine, fondatrice delle Suore di Santa Dorotea di Cemmo
- Beato Edmondo Sykes, sacerdote e martire
- Beato Metod Dominik Trčka, sacerdote e martire
- Beato Pietro da Gubbio, agostiniano
- Beato Pietro Higgins, sacerdote domenicano e martire

Religione romana antica e moderna:
- Tubilustrium Marti
- Ancilia moventur
- Dies sanguinis, morte di Attis